# Райк, Ласло
Ла́сло Райк (венг. Rajk László; 8 марта 1909, Шекейюдвархели, Австро-Венгрия (ныне: Одорхею-Секуеск, Румыния) — 15 октября 1949, Будапешт, Венгрия) — венгерский коммунист, политический деятель, в годы правления Матьяша Ракоши — министр внутренних дел.

## Биография
Выходец из трансильванских саксов, девятый из 11 детей в семье. По специальности — преподаватель-филолог. Учился во Франции, где познакомился с марксистским учением. Вернулся в Венгрию в 1930 году. В 1931 году вступил в Коммунистическую партию Венгрии (КПВ) и Комсомол. В 1931 и 1933 годах арестовывался за политическую деятельность. Продолжить учёбу он не смог и с 1933 года работал строителем. В 1934 году — работник отдела пропаганды Коммунистического союза молодёжи Венгрии, а затем руководитель коммунистической фракции Всевенгерского союза рабочих-строителей. Ласло Райк был одним из организаторов и руководителей мощной забастовки рабочих-строителей в 1935 году. В 1936 году выехал в Чехословакию.
В 1937—1939 годах сражался в составе интернациональной бригады в Испании под псевдонимом Ласло Фиртош, был комиссаром венгерского батальона, получил тяжёлое ранение в бою. После поражения Испанской республики был в 1939 году интернирован во Франции. Осенью 1941 года нелегально возвратился в Венгрию, где был арестован и приговорён к длительному тюремному заключению. Освобождён в сентябре 1944 года, назначен секретарём ЦК КПВ, был одним из руководителей Венгерского антифашистского фронта. Сыграл большую роль в достижении единства между КПВ и Социал-демократической партией, оформленном соглашением от 10 сентября 1944 года. В ноябре 1944 года был вновь арестован салашистами и вывезен сначала в Шопронкехида, на границе с Австрией, а затем в Германию. Спастись ему удалось благодаря вмешательству брата, Эндре Райка, служившего салашистским властям.
После возвращения в Венгрию в мае 1945 года Ласло Райк возглавил партийную организацию Будапешта, стал членом ЦК и Политбюро КПВ. В конце 1945 — сентябре 1946 г. — секретарь ЦК КПВ, с октября 1946 г. — заместитель генерального секретаря КПВ. С марта 1946 г. — министр внутренних дел, с августа 1948 г. — министр иностранных дел Венгрии.

## Арест. Процесс. Казнь
Арестован в Будапеште 30 мая 1949 года. Обвинён в государственной измене в форме шпионажа в пользу США и титовской Югославии, в подготовке заговора с целью свержения коммунистического режима Матьяша Ракоши. Истинной причиной суда мог быть страх Ракоши перед своим популярным соперником: при выборе фигуры для показательного процесса он также рассматривал Имре Надя, но у того были связи в московском партийном руководствеСторонников Райка заклеймили «титоистами», «троцкистами» и «сионистами». 11 июня 1949 года Райк задним числом смещён с поста министра иностранных дел Венгрии. Был главным из восьми обвиняемых на открытом процессе, проходившем в Будапеште 16—22 сентября 1949 года («процесс Райка — Пальфи»). 22 сентября 1949 года вместе с ещё двумя подсудимыми — бывшими высокопоставленными коммунистами Тибором Сёньи и Андрашем Салаи — приговорён к смертной казни через повешение. Казнён 15 октября 1949 года.

## Реабилитация
Посмертно реабилитирован в 1955 году. На перезахоронении останков Райка и его товарищей Т. Сёньи и А. Салаи, состоявшемся 6 октября 1956 года, присутствовало более 100 тысяч человек (власти Венгрии рассылали разнарядки на заводы, чтобы на перезахоронение в организованном порядке прислали рабочих). Церемония стала самой массовой публичной манифестацией накануне восстания 1956 года.

## Семья
В 1945 году женился на Юлии Фёльди (1914—1981). Фёльди родилась в рабочей семье, её отец придерживался левых взглядов и участвовал в венгерской коммунистической революции 1919 года. Сама Юлия была убежденной материалисткой и коммунисткой, членом подпольной коммунистической партии. Благодаря мужу, она заняла руководящую должность в Демократическом союзе венгерских женщин, но в 1949 году была арестована и приговорена к пяти годам лишения свободы. Выйдя на свободу боролась за реабилитацию мужа и возвращение сына, которого в возрасте пяти месяцев поместили в приют как Иштвана Ковача, дав ему самые распространённые в Венгрии имя и фамилию. Вела кампанию за публичное перезахоронение своего мужа, чем способствовала венгерскому восстанию 1956 года. Присоединилась к политическому кружку коммунистов-реформаторов во главе с Имре Надем и помогла им установить связи с группой реформистски настроенных интеллектуалов «Круг Петефи». После ввода советских войск в Венгрию 4 ноября 1956 года Юлию Райк и её сына вывезли в Румынию.

Сын — Ласло Райк (1949—2019) — венгерский архитектор, кинодекоратор и сценограф, лауреат премии Кошута, участник венгерского авангардного движения, а также политический активист, с 1975 года член Демократической оппозиции, подпольного политического движения в Венгрии. Основатель независимого подпольного издательства и управляющий нелегальным книжным магазином, который открыл в своей квартире. В 1988 году был одним из основателей либеральной партии «Альянс свободных демократов», шесть лет быд депутатом венгерского парламента. Позднее работал архитектором и художником-постановщиком, занимался кино и преподавал в Венгерской киноакадемии в Будапеште.
Брат — Эндре Райк (1899—1960) — венгерский национал-социалист, член Партии скрещённых стрел, правительственный комиссар по продовольствию в кабинете Ференца Салаши (октябрь 1944 — март 1945). Видный деятель венгерского кооперативного движения, был директором сельскохозяйственного кооператива ЕКЕ. Увлёкшись политикой, вступил в Партию скрещённых стрел. В марте 1945 года помог Ласло избежать повешения, дав показания в его пользу в суде. В июне 1945 года был задержан американскими военными из подразделения, специализирующегося на военных преступниках. Два года провёл в лагере для интернированных в Зальцбурге. Сумел избежать выдачи властям Венгрии; предположительно благодаря младшему брату. Покинул лагерь в 1947 году и поселился в Западной Германии вместе со своей второй женой и двумя детьми. Оставался последователем Салаши до своей смерти в 1960 году и в мемуарах ностальгически и самооправданием вспоминал тот период, когда «скрещённые стрелы» были «последним бастионом борьбы с большевизмом».

## В культуре
Райк аллегорически изображён под именем Андора Кнорра — честного коммуниста-антифашиста, работавшего в органах госбезопасности, но ставшего жертвой антисемитских репрессий, — в фильме Иштвана Сабо «Вкус солнечного света».